# Marcel Vertes
Marcel Vertes (Budapest, 10 agosto 1895 – New York, 31 ottobre 1961) è stato un pittore, scenografo e costumista francese.

## Biografia

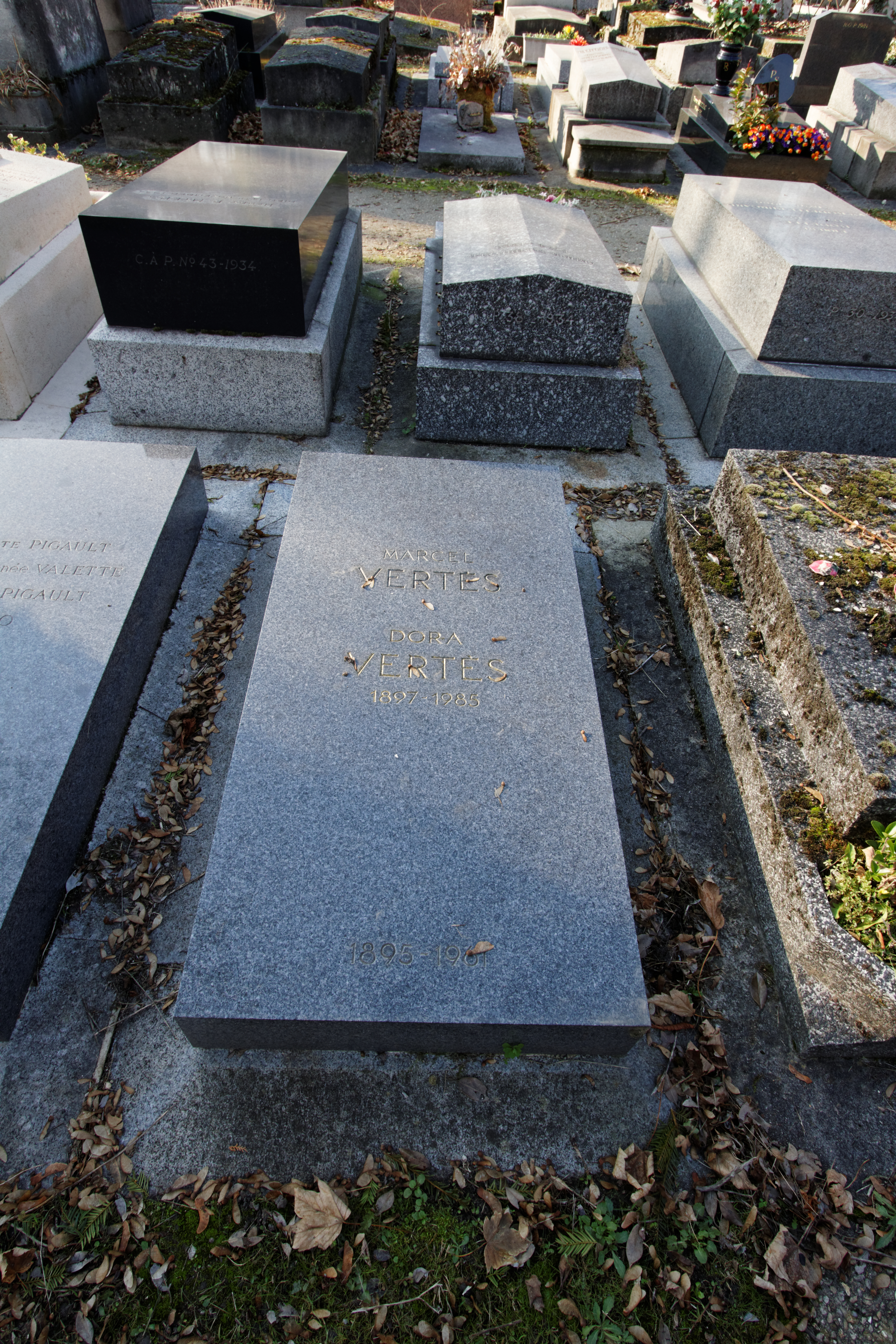
Tomba al cimitero di Père-Lachaise

Nacque a Budapest. Va a bottega da Zala, scultore prediletto dall'imperatore Francesco Giuseppe. Nel 1919, si trasferisce a Vienna dove sfonda come cartellonista, ma lo considera un mestiere di ripiego. Nel 1925 si butta alle spalle il successo, lascia la capitale austriaca e approda a Parigi per dedicarsi alla litografia: illustrazioni per edizioni numerate di Colette, di Zola, soprattutto di Pierre Louys e collaborazioni per le riviste della moda. Inizia così una carriera segnata dal successo, anche di vendite, e che lo porta a vincere l'Oscar per il film Moulin Rouge con José Ferrer e Zsa Zsa Gábor.
Pittore, incisore, illustratore, set e costume-designer è stato lo storico autore di Vogue negli anni trenta e quaranta. Ha disegnato il mondo della moda e degli atelier prima di affermarsi come artista, ma anche come scenografo e costumista. Nel 1940, aveva disegnato i costumi per Il ladro di Bagdad insieme a Oliver Messel. Gli ultimi anni si dedica interamente alla pittura, ritorna a Parigi, prima di stabilirsi definitivamente a New York, dove morirà. Le sue opere sono nei musei di tutto il mondo.

## Filmografia

### Costumista
- The Merry Monarch, regia di Alexis Granowsky - costumi (1933)
- Die Abenteuer des Königs Pausole, regia di Alexis Granowsky - costumi (1933)
- Les Aventures du roi Pausole, regia di Alexis Granowsky - costumi (1933)
- Mikado (The Mikado), regia di Victor Schertzinger - costumi (non accreditato) (1939)
- Il ladro di Bagdad (The Thief of Bagdad), regia di Ludwig Berger, Michael Powell e Tim Whelan - costumi (1940)
- Lydia, regia di Julien Duvivier - costumi (1941)
- Stanotte e ogni notte (Tonight and Every Night), regia di Victor Saville - costumi (1945)
- Moulin Rouge, regia di John Huston - costumi (1952)

### Scenografo
- The Merry Monarch, regia di Alexis Granowsky - scenografo (1933)
- Die Abenteuer des Königs Pausole, regia di Alexis Granowsky - scenografo (1933)
- Les Aventures du roi Pausole, regia di Alexis Granowsky - scenografo (1933)
- Mikado (The Mikado), regia di Victor Schertzinger - arredatore (1939)
- Moulin Rouge, regia di John Huston - scenografo (non accreditato) e arredatore (1952)